# Cattleya violacea
Cattleya violacea (Kunth) Lindl., 1842  è una pianta della famiglia delle Orchidacee originaria del Sud America.

## Descrizione
È un'orchidea di taglia medio-piccola, epifita, ascendente con pseudobulbi di forma clavata, allungati, leggermente compressi tra loro, solcati con l'età, ricoperti basalmente da scabre guaine, che portano foglie a forma ellittica, ad apice acuto, coriacee, lucide, color verde scuro.

La fioritura avviene in tarda primavera fino ad inizio estate ed è costituita da un'infiorescenza racemosa terminale, che aggetta da uno pseudobulbo di nuova costituzione, eretta o suberetta, rossastra, lunga in media 8 centimetri, sottesa da due guaine basali che porta da tre a sette fiori. Questi sono molto vistosi, grandi fino a 17 centimetri, di lunga durata, cerosi, con petali e sepali lanceolati ad apice acuto e di colore viola, e con labello  bilobato di colore che passa dal viola al bianco e al giallo.

## Distribuzione e habitat
La specie è originaria del Sud America ed in particolare di Colombia, Venezuela, Guyana, Brasile, Bolivia, Perù ed Ecuador, dove vive epifita sugli alberi della foresta tropicale, in zone a clima umido, presso i corsi d'acqua, tra i 200 ed i 700 metri sul livello del mare.

## Sinonimi
Cymbidium violaceum Kunth, 1816

Epidendrum violaceum (Kunth) Rchb.f., 1861, nom. illeg.

Cattleya schomburgkii Lodd. ex Lindl.,1838

Cattleya superba M.R.Schomb. ex Lindl., 1838

Cattleya odoratissima P.N.Don, 1840

Epidendrum superbum (M.R.Schomb. ex Lindl.) Rchb.f., 1862

Cattleya superba var. splendens Lem., 1869

Cattleya superba var. alba Rolfe, 1890

Cattleya superba var. wellsiana auct., 1894

Cattleya superba var. ashworthii auct., 1895

Cattleya violacea var. huebneri Schltr., 1925

Cattleya violacea var. alba (Rolfe) Fowlie, 1977

Cattleya violacea var. splendens (Lem.) Fowlie, 1977

Cattleya violacea var. ashworthii (auct.) Braem, 1984

Cattleya violacea var. wellsiana (auct.) Braem, 1984

Cattleya violacea f. alba (Rolfe) Christenson, 1996

## Coltivazione
Questa pianta richiede esposizione a mezz'ombra e temperature calde tutto l'anno, in particolare nel periodo della fioritura, quando richiede anche frequenti irrigazioni..